# Opius thalis
Opius thalis är en stekelart som beskrevs av Fischer 1970. Opius thalis ingår i släktet Opius och familjen bracksteklar. Inga underarter finns listade i Catalogue of Life.